# Mitnagdimski Judje
Mitnagdimsko judovstvo je podskupina Ortodoksnega Judovstva. Beseda »Mitnagdim« v hebrejščini pomeni nasprotovanje nečemu. Skupina Mitnagdimskih Judov je bila namreč ustanovljena kot nasprotnica takrat hitro rastoči skupini Hasidijskih Judov, navdihnjeni s strani rabina Israel ben Eliezera. Zanikali so možnost čudežev in vizij, katere so zagovarjali Hasidijski Judje.
Nekoč močno sprti strani, sta sredi 19. stoletja dosegli premirje.